# STS-41-C
STS-41-C va ser l'11a missió del Transbordador Espacial de la NASA, i la 5a del Transbordador Espacial Challenger. El llançament, que va tenir lloc el 6 d'abril de 1984, va marcar la primera trajectòria d'ascens directe per a una missió del transbordador. Durant la missió, la tripulació del Challenger va capturar i reparar el satèl·lit avariat Solar Maximum Mission ("Solar Max"), i es va desplegar l'aparell experimental Long Duration Exposure Facility (LDEF). STS-41-C es va estendre un dia a causa de problemes de captura del satèl·lit Solar Max, i l'aterratge va tenir lloc el 13 d'abril a l'Edwards Air Force Base, en lloc del Kennedy Space Center com s'havia planejat. El vol va ser originalment ennumerat STS-13.

## Tripulació
| Posició                     | Astronauta                                 | Astronauta                                 |
| --------------------------- | ------------------------------------------ | ------------------------------------------ |
| Comandant                   | Robert L. Crippen Tercer vol espacial      | Robert L. Crippen Tercer vol espacial      |
| Pilot                       | Francis R. Scobee Primer vol espacial      | Francis R. Scobee Primer vol espacial      |
| Especialista de la Missió 1 | Terry J. Hart Únic vol espacial            | Terry J. Hart Únic vol espacial            |
| Especialista de la Missió 2 | James D. A. van Hoften Primer vol espacial | James D. A. van Hoften Primer vol espacial |
| Especialista de la Missió 3 | George D. Nelson Primer vol espacial       | George D. Nelson Primer vol espacial       |